# Albanisch-kosovarische Beziehungen
Diplomatische Beziehungen zwischen Albanien und dem Kosovo bestehen seit der Ausrufung der Unabhängigkeit des Kosovos im Februar 2008. Beide Staaten sind durch die albanische Bevölkerungsmehrheit im Kosovo kulturell, gesellschaftlich und wirtschaftlich eng miteinander verbunden.

## Vertretungen
Albanien betreibt seit dem 27. Februar 2008 eine Botschaft in Pristina. Das Kosovo verfügt über eine Botschaft in Tirana. Albanien und der Kosovo unterhalten gemeinsame Konsulate in München und Mailand.
Albanien ist im Rahmen der multinationalen Mission KFOR militärisch im Kosovo vertreten.

## Geschichte
1992 erkannte Albanien als erster Staat die am 2. Juli 1991 von Ibrahim Rugova ausgerufene Republik Kosova an (de jure).
Nach der offiziellen Unabhängigkeitserklärung des Kosovo am 17. Februar 2008 vollzog Albanien am darauffolgenden Tag die volle völkerrechtliche Anerkennung (de facto); aus albanischer Sicht handelte es sich dabei nur um den Schritt der Aufnahme diplomatischer Beziehungen. Albanien unterstützt die Bestrebungen des Kosovos nach internationaler Anerkennung.

## Albanische Union
Die Vereinigung der Albaner in einem einzigen Staat ist eine immer wieder geäußerte Forderung. Auf politischer Ebene gab es zwar noch nie Bestrebungen in diese Richtung. Im April 2017 sagte der albanische Ministerpräsident Edi Rama, dass er eine „Albanische Union“ nicht mehr ausschließen könne, falls für die Staaten des Westbalkans keine Perspektive mehr bestünden auf eine Integration in die Europäische Union. Der frühere Ministerpräsident Sali Berisha hatte 2009 auch schon von einer Vereinigung Kosovos mit Albanien gesprochen, nachdem er dies zuvor noch ausgeschlossen hatte. Solche Äußerungen werden aber jeweils mit den laufenden Wahlkämpfen in Albanien in Zusammenhang gebracht.
Neben der Wiedervereinigung gibt es aber andere Bestrebungen, die Länder enger zusammenzubringen.
So arbeiten die Regierungen Kosovos und Albaniens bereits in vielen Bereichen eng zusammen und stimmen sich gegenseitig ab. Regelmäßig kommt es zu Treffen der beiden Regierungen in Albanien oder in Kosovo. Der Kosovo und Albanien teilen sich gemeinsame Verwaltungssektoren wie Bildung und Polizeiausbildung. Die Schulbücher des Kosovo wie auch der albanischen Minderheit in Serbien wurden vom Bildungsministerium Albaniens bereitgestellt und werden heute gemeinsam erarbeitet. Es gibt auch eine abgestimmte Außenpolitik. 2014 wurde in Mailand ein gemeinsames Konsulat eröffnet, 2016 in München.
Der Warenaustausch zwischen den beiden Ländern wird laufend vereinfacht. Seit Anfang 2019 gibt es im Hafen von Durrës ein Zollamt der Republik Kosovo, wodurch der Import von Waren nach Kosovo schneller abgewickelt werden kann und der Grenzübergang Vërmica/Morina entlastet wird. Albanien und Kosovo harmonisieren schrittweise ihre Zollsysteme und streben langfristig eine Zollunion an.